# Найвалваям
Найвалваям — река в северной части полуострова Камчатка. Протекает по территории Пенжинского района Камчатского края России, в окрестностях посёлка Таловка.
Длина реки 164 км, площадь её водосборного бассейна — 988 км².
Берёт истоки в северных отрогах гор Кангынайтынуп, в верховьях протекает в окружении невысоких сопок, в среднем течении русло довольно сильно меандрирует. В нижнем течении выходит на равнину Парапольский дол, впадает в Энычаваям на 50 км от её устья по левому берегу.
Крупные притоки: Амкимимылваям, Гырголваям.
Название в переводе с коряк. — «река, где кончаются высокие горы».